# کیت (جورجیا)
کیت (به انگلیسی: Kite) یک شهر در ایالات متحده آمریکا است که در شهرستان جانسون، جورجیا واقع شده‌است. کیت ۲٫۱۰ کیلومتر مربع مساحت و ۲۴۱ نفر جمعیت دارد و ۷۶ متر بالاتر از سطح دریا واقع شده‌است.